# Eiji Takada
Eiji Takada (Kanagawa, 21 oktober 1974) is een voormalig Japans voetballer.

## Carrière
Eiji Takada speelde tussen 1997 en 2001 voor Kawasaki Frontale.

## Statistieken
| Japan   | Japan             | Japan           | League | League | Emperor's Cup | Emperor's Cup | J-League Cup | J-League Cup | Totaal | Totaal |
| Seizoen | Club              | League          | Wed.   | Goals  | Wed.          | Goals         | Wed.         | Goals        | Wed.   | Goals  |
| ------- | ----------------- | --------------- | ------ | ------ | ------------- | ------------- | ------------ | ------------ | ------ | ------ |
| 1997    | Kawasaki Frontale | Football League |        |        |               |               |              |              |        |        |
| 1998    | Kawasaki Frontale | Football League |        |        |               |               |              |              |        |        |
| 1999    | Kawasaki Frontale | J. League 2     | 28     | 7      |               |               |              |              | 28     | 7      |
| 2000    | Kawasaki Frontale | J. League 1     | 1      | 0      |               |               |              |              | 1      | 0      |
| 2001    | Kawasaki Frontale | J. League 2     | 9      | 1      |               |               |              |              | 9      | 1      |
| Totaal  | Totaal            | Totaal          | 38     | 8      | 0             | 0             | 0            | 0            | 38     | 8      |